# Baseri
Baseri (nep. बसेरी) – gaun wikas samiti w środkowej części Nepalu w strefie Bagmati w dystrykcie Dhading. Według nepalskiego spisu powszechnego z 2001 roku liczył on 816 gospodarstw domowych i 4371 mieszkańców (2317 kobiet i 2054 mężczyzn).